# 竹原郵便局 (広島県)
竹原郵便局（たけはらゆうびんきょく）は、広島県竹原市にある郵便局。民営化前の分類では集配普通郵便局であった。

## 概要
住所：〒725-8799 広島県竹原市中央3-1-2

### 分室
分室はなし。以下はかつて存在した分室である。
- 保険分室 - 1951年（昭和26年）に廃止された。

### 出張所（局外ATM）
民営化前は以下の場所に出張所としてATMを設置していた。現在も同じ場所にATMがあるが、管理はゆうちょ銀行広島支店となっている。
- パルティ・フジ竹原内出張所

## 沿革
- 1874年（明治7年）11月16日 - 下市（しもいち）郵便取扱所として開設[1]。
- 1875年（明治8年）1月1日 - 下市郵便局（五等）となる。同年、竹原下市郵便局に改称。
- 1879年（明治12年）3月1日 - 為替取扱を開始。
- 1880年（明治13年）8月 - 貯金取扱を開始。
- 1885年（明治18年）11月16日 - 竹原郵便局に改称。
- 1893年（明治26年）2月16日 - 竹原郵便電信局となる。
- 1903年（明治36年）4月1日 - 通信官署官制の施行に伴い竹原郵便局となる。
- 1913年（大正2年）3月11日 - 電話交換事務を開始[2]。
- 1951年（昭和26年）8月23日 - 保険分室を廃止[3]。
- 1956年（昭和31年）10月1日 - 電話通話および和文電報受付事務の取扱を開始。
- 1967年（昭和42年）5月8日 - 電話通話および和文電報受付事務の取扱を廃止。
- 1985年（昭和60年）2月18日 - 南方郵便局から集配業務の一部[4]を移管。
- 1987年（昭和62年）10月26日 - 荘野郵便局から集配業務を移管。
- 1998年（平成10年）9月1日 - 外国通貨の両替および旅行小切手の売買に関する業務取扱を開始。
- 2007年（平成19年）10月1日 - 民営化に伴い、併設された郵便事業竹原支店に一部業務を移管。
- 2012年（平成24年）10月1日 - 日本郵便株式会社発足に伴い、郵便事業竹原支店を竹原郵便局に統合。
- 2023年（令和5年）2月13日 - 忠海郵便局から集配業務を移管。

## 取扱内容
- 郵便、印紙、ゆうパック、内容証明
- 貯金、為替、振替、振込、国際送金、国債、投資信託
- 生命保険、バイク自賠責保険、自動車保険
- ゆうちょ銀行ATM
- 竹原市内の全域および三原市内の一部地域（〒725-00xx、725-85xx、725-86xx、725-87xx、729-23xx）の集配業務
- ゆうゆう窓口

## 周辺
- 国道185号
- 竹原市役所
- 竹原市中央公民館
- 広島県立竹原高等学校
- イズミ竹原店

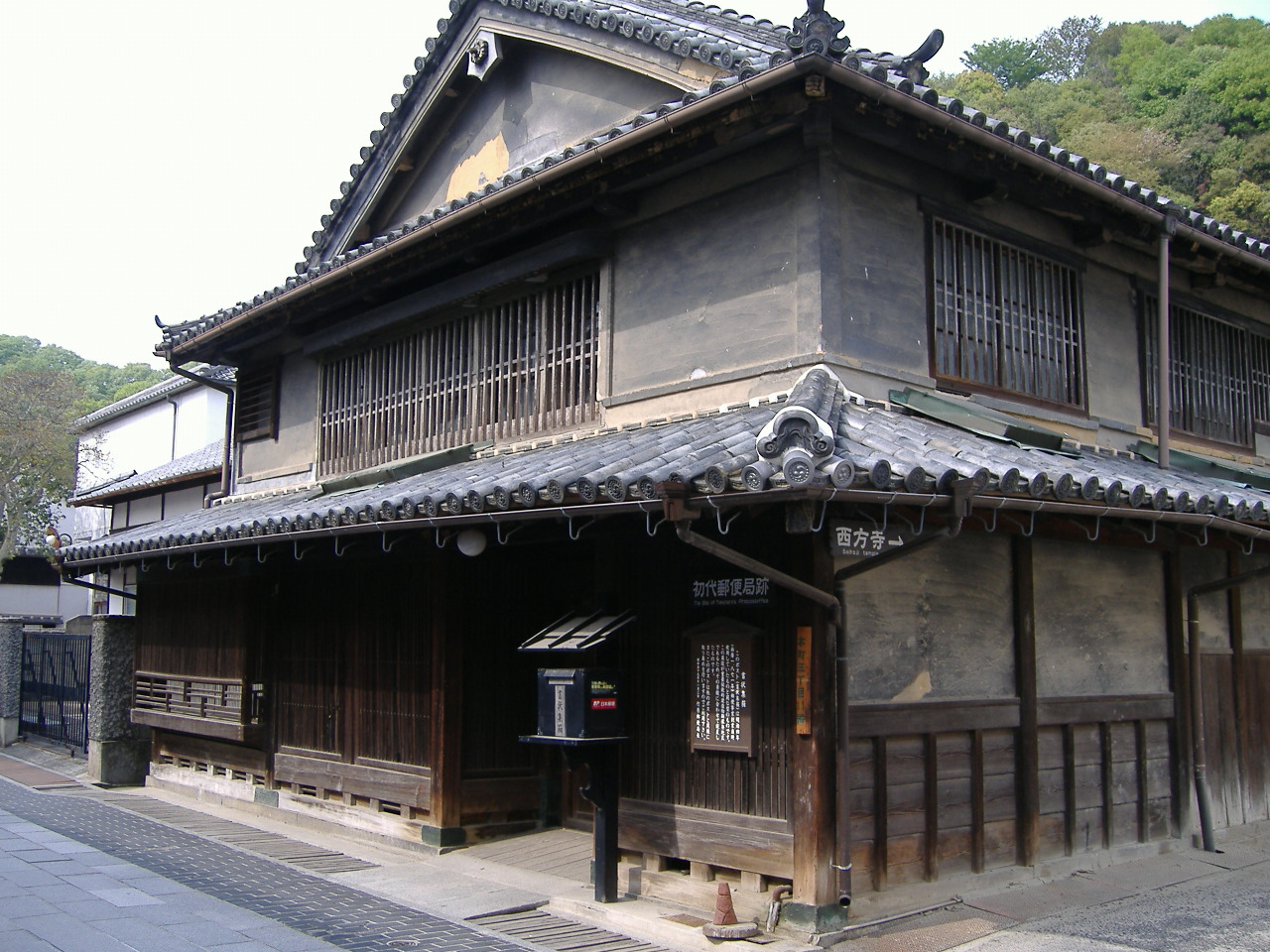
初代竹原郵便局（街並み保存地区）

- 街並み保存地区 - 竹原郵便局の初代局舎が保存されている。

## アクセス
- JR呉線 竹原駅から徒歩約7分
- 芸陽バス 竹原中央停留所下車
- 山陽自動車道 河内ICから南へ約12km
- 国道432号沿い
- 駐車場あり：5台